# La Ferté-Saint-Cyr
La Ferté-Saint-Cyr – miejscowość i gmina we Francji, w Regionie Centralnym, w departamencie Loir-et-Cher.
Według danych na rok 1990 gminę zamieszkiwało 809 osób, a gęstość zaludnienia wynosiła 14 osób/km² (wśród 1842 gmin Regionu Centralnego La Ferté-Saint-Cyr plasuje się na 485. miejscu pod względem liczby ludności, natomiast pod względem powierzchni na miejscu 56.).